# 平安北道 (韩国)
平安北道（：／ Pyeong'anbuk do */?）是根据大韩民国法律划分的一个道，实际上由朝鮮民主主義人民共和國管辖。由于韩国声称其为朝鲜半岛唯一合法的政权，因此在韩国官方出版的地图包括了该区域。该区域除了包括朝鮮平安北道外，还包括朝鮮慈江道的部分地区。
平安北道属于以北五道之一，其事务归以北五道委员会管理。

## 人口
根据2008年的统计数据，该道的总人口有404万9,700人。

## 行政区划
韩国主张的平安北道行政区划共设1市、19郡。

### 市
- 新義州市（신의주）

### 郡
- 義州郡（의주）
- 龍川郡（용천）
- 鐵山郡（철산）
- 宣川郡（선천）
- 定州郡（정주）
- 朔州郡（삭주）
- 龜城郡（구성）
- 寧邊郡（영변）
- 博川郡（박천）
- 泰川郡（태천）
- 雲山郡（운산）
- 昌城郡（창성）
- 碧潼郡（벽동）
- 楚山郡（초산）
- 渭原郡（위원）
- 熙川郡（희천）
- 江界郡（강계）
- 慈城郡（자성）
- 厚昌郡（후창）